# جيرالد كومو
جيرالد كومو هو سياسي كندي، ولد في 1 فبراير 1946 في محطة متيغان ‏ في كندا. نشط حزبياً في حزب المحافظين الكندي والحزب الكندي التقدمي المحافظ. وقد انتخب عضو مجلس الشيوخ الكندي ‏ وانتخب عضو مجلس العموم الكندي.